# Дрік донський
Дрік донський (Genista tanaitica P.A.Smirn.) — багаторічна трав'яниста рослина роду Дрік (Genista) родини Бобових (Fabaceae).

## Характеристика
Кущ, досягає у висоту 70 см, галузиться від основи. Стебло пряме, гілкувате, без колючок, помітні поздовжні ребра. Пагони направлені догори, трохи запушені, в деяких рослин голі. Листки лінійно-ланцетні або майже ланцетні, довжиною 60 мм та 0,5–3 мм в ширину, найчастіше голі, сизуваті. Квітки зібрані в негусту китицю, голі, жовтогарячі, 8–10 мм завдовжки. Боби лінійні, голі, майже прямі, довжиною 30 мм та 2,5–3,7 мм в ширину. Цвіте в червні-липні, плодоносить у серпні-вересні, розмножується насінням.

## Ареал та умови зростання
Поширений у басейнах Сіверського Дінця та Дону, адміністративно — в межах Донецької, Луганської і Харківської областей України та Бєлгородської, Волгоградської, Воронезької, Курської і Ростовської областей Росії.
Зростає на крейдяних схилах, вершинах пагорбів та відслоненнях південно-східної експозиції, поодиноко або невеликими групами. Щорічно цвіте, плодоносить та розмножується власним насінням в культурних умовах.

## Охорона
Причинами зміни чисельности виду є господарська діяльність людини, як то випасання худоби, видобування крейди тощо, та низька конкурентність, вузька екологічна амплітуда і просторова роз'єднаність.
У 1991 занесений до Європейського Червоного списку. Був внесений до Червоних книг СРСР, РРФСР та України. Охороняється у відділі Українського степового природного заповіднику «Крейдова флора», заказниках «Гори Артема» та «Червоний», вирощується у Донецькому ботанічному саду НАН України, ботанічних садах у Москви, Санкт-Петербургу та Ставрополя.